# Kitesurfen

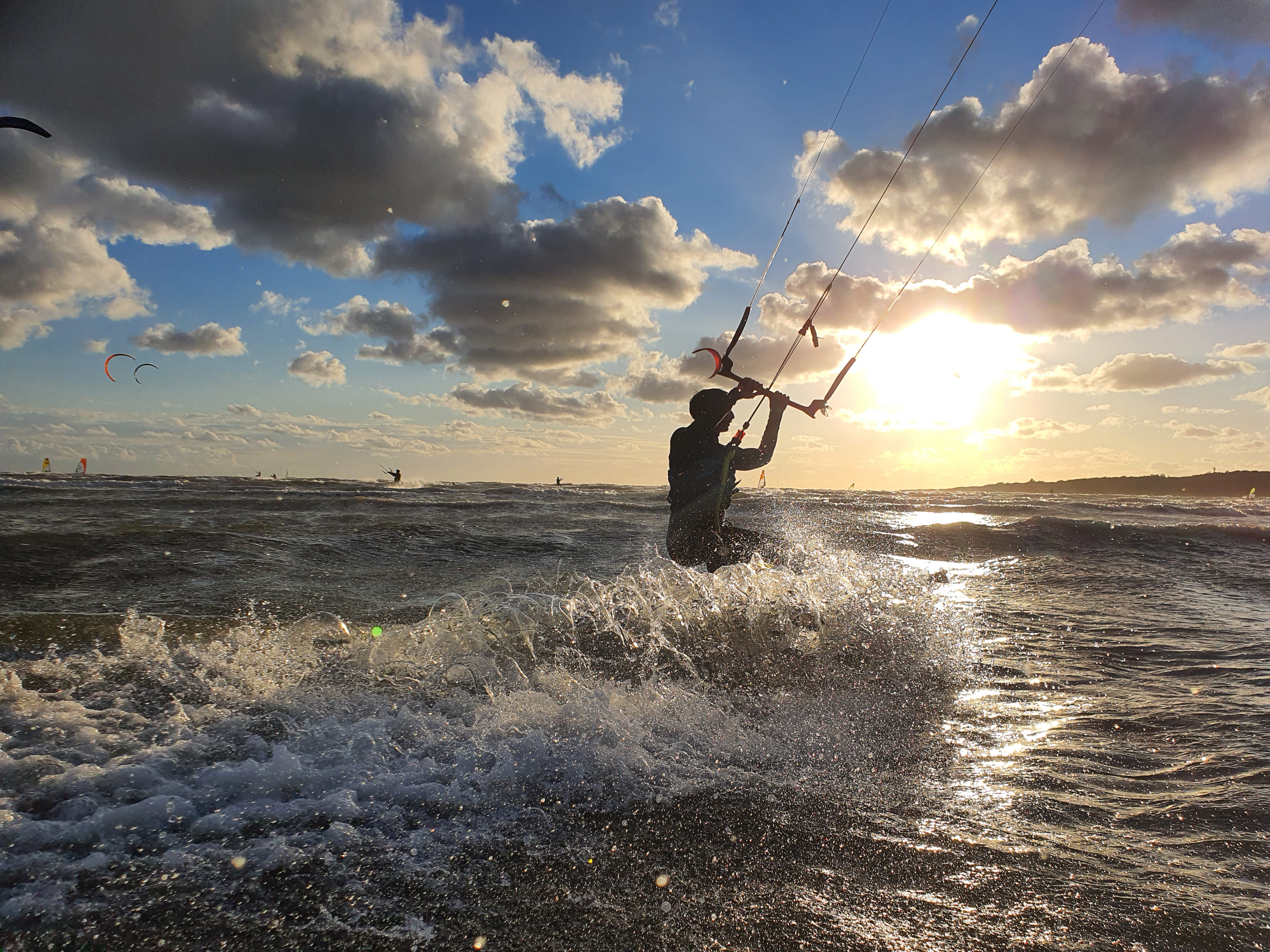
Kitesurfer in Varberg, Zweden

Kitesurfen is een vorm van watersport waarbij de sporter op een kleine surfplank staat en zich voort laat trekken door een kite (of: vlieger). Iemand die aan kitesurfen doet, wordt een kiter, kitesurfer of kiteboarder genoemd.
Kitesurfen is een variant van het windsurfen. Door het lifteffect van de vlieger kunnen kitesurfers hoog en ver springen. Op 12 oktober 2010 werd de grens van 100 km/h doorbroken door de Fransman Alex Caizergues (100,19 km/h). In 2013 verbeterde hij het record naar 104,86 km/h.

## Soorten kites

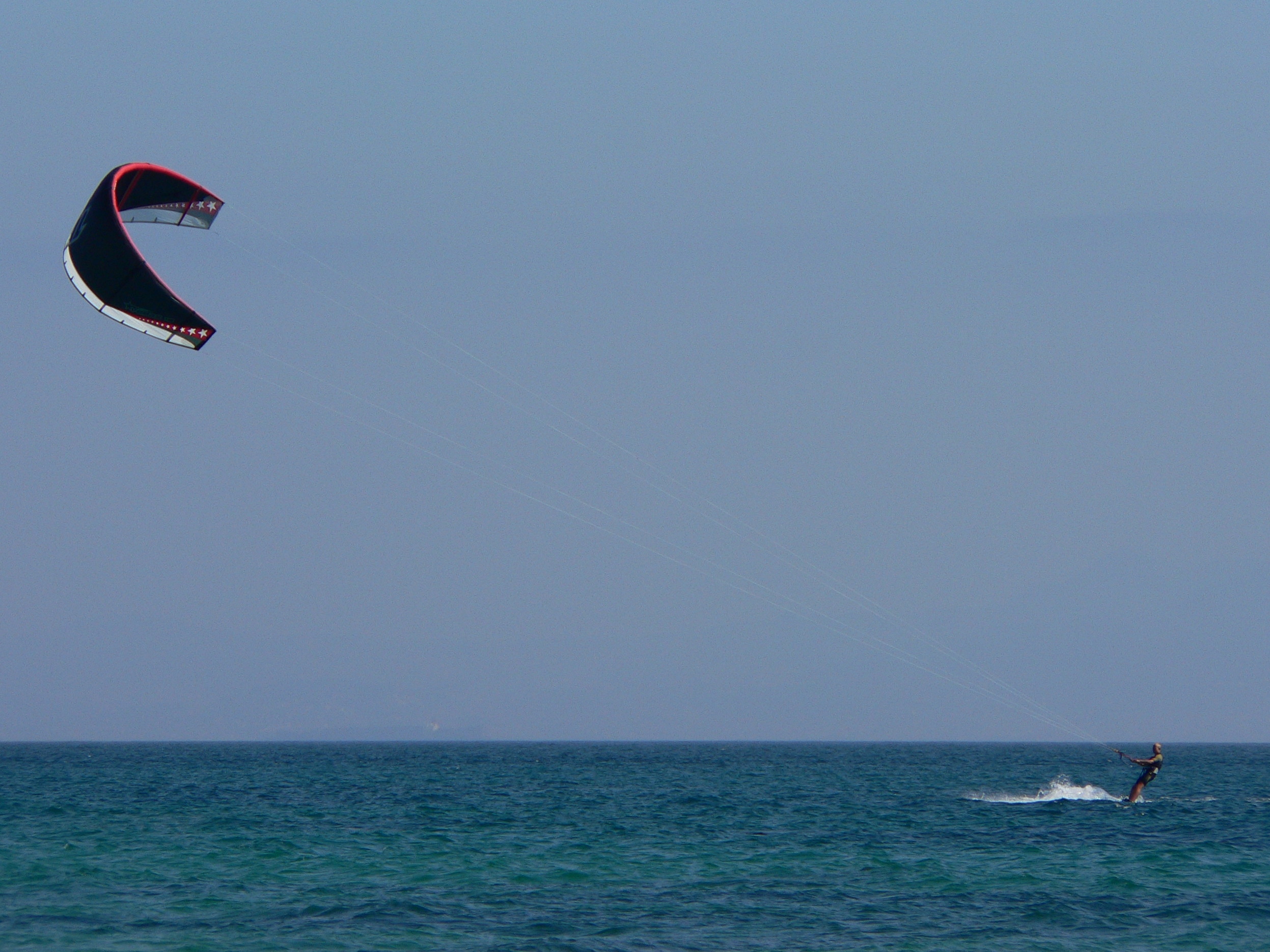
Kitesurfer

Er bestaan verschillende typen kite:
- Tubekites of LEI-kites (Leading Edge Inflatable) zijn met ongeveer 90% de meest gebruikte vliegers. Tubekites krijgen hun stevigheid door een oppompbaar frame, dacron (polyester doek) aan de buitenkant en bladders (opblaasbare kunststof drijflichamen) binnenin. Hierdoor blijven deze vliegers op het water drijven en zijn ze makkelijk herstartbaar.

Er bestaan diverse typen: C-kites, Bow-kites (holle achterlijk, vorm van een boog), SLE-kites (Supported Leading Edge), Delta- en Hybride-kites.
Bij de meeste bow- en SLE-kites, worden, behalve door het opblaasframe, ondersteund door bridles, stukjes lijn om de vorm van de Leading Edge te bewaren. Door de bridle hebben ze meestal een grotere veiligheid omdat ze beter de wind kunnen lozen. Door het loslaten van de stuurstok (bar) verliezen ze direct de meeste kracht: depower. Nadeel is dat ze minder direct aanvoelen dan een C-kite die directe verbinding heeft met zijn lijnen.
SLE's en Delta's zijn de meest gebruikte kites bij beginners en gevorderden. In freestyle worden nog regelmatig de C-kites gebruikt. Dit zijn de sportauto's in de kitesport. Snel en direct met minder comfort (minder depower).
'Ram-air-' of 'foilkites' zijn kites die zichzelf vullen met lucht, net zoals onder andere parachutes dat doen. Dankzij terugslagventielen kan er toch geen water in de kite komen na een crash. Deze kites zijn het makkelijkst te vergelijken met parachutes; plat en met een toming (een verzameling touwen die de vlieger met de lijnen verbindt oftewel de bridle). Door de bar aan te trekken verander je de vorm van de kite waardoor deze of platter of meer een boog vorm krijgt. Elk type kite heeft zijn eigen karakteristieke eigenschappen, zoals race of herstartbaarheid.

## Veiligheidssystemen
Vroeger hadden moderne C-shapes 5 lijnen. De vijfde lijn geeft een goede depower als je in nood de quick release activeert. Op elk moment is de kitesurfer in staat de kracht grotendeels uit zijn kite te doen verdwijnen, daardoor gaat de kite plat op de grond of het water liggen met de kracht op 1 lijn (de 5de lijn). Daarnaast is de vijfde lijn bij grote kites die in het water zijn gevallen heel handig om de kite te kantelen voor de herstart. Bowkites herstarten door hun vorm al makkelijk vanaf het water en hebben vaak een ander veiligheidssysteem. Door aanpassingen aan de vorm van de kites, is een 5de lijn niet meer nodig en wordt deze dan ook nog zelden gebruikt.
Om te voorkomen dat de kiter diens board verliest, wordt soms een boardleash gebruikt. Dit kan gevaarlijk zijn omdat de kiter daardoor het board tegen diens hoofd kan krijgen. Daarom is het verstandig om een helm te dragen. Een van de veiligste manieren om het board naar je toe te krijgen is de Go Joe. Dit is een opgeblazen tube, in de vorm van een vierkant dat op het board zit vastgeschroefd. Men heeft hier tijdens het varen geen last van. Hierdoor blijft het altijd met de bovenkant omhoog drijven, is van veraf goed zichtbaar. Er zijn ook impactvesten op de markt, speciaal voor het kitesurfen gemaakt. Deze impactvesten hebben een soort "kussentjes" die de klappen grotendeels kunnen incasseren.

## Soorten boards

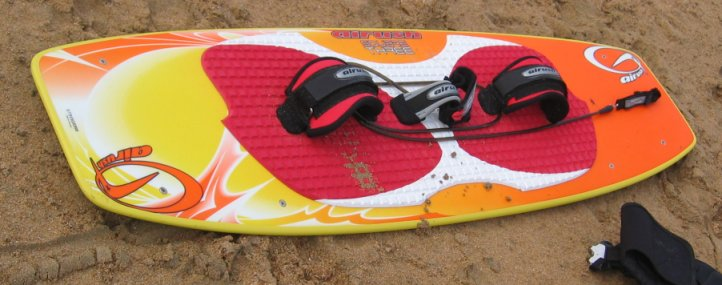
Twintip board

### Twintip
Dit is het meest gebruikte board door kitesurfers. Ze hebben twee vaarrichtingen en  de tail is gelijk aan de neus van het board. Er zijn dus twee voetbanden of wakeboardbindingen waar de surfer continu blijft staan. Bij het gijpen (veranderen van vaarrichting) hoeft de surfer daarmee niet over te stappen. Aan beide uiteinden zitten 2 of soms 3 vinnen. De vindiepte varieert van 3 tot 7 cm. De lengte van een beginnersboard is zo'n 130 tot 150 cm, voor de geoefende zijn de maten tussen de 110 en 140 cm en tussen de 36 en 42 cm breed. De meeste kiters varen op een board van ongeveer 130 cm lang. Vroeger werden er veel kleinere boards gebruikt voor ervaren kitesurfers omdat ze nog voor "old-school tricks" gingen. Dat zijn trucjes waarbij de kitesurfer zo hoog en ver mogelijk gaat. Nu varen de meeste kitesurfers "new-school" en dan is een board van rond de 130 cm geschikter. Door het grotere formaat is het makkelijk om te springen zonder hulp van de vlieger.

### Directional/Kite-Surfboard
Deze is afgeleid van het (golf)surfen. Ze komen voor met of zonder voetbanden. Meestal hebben ze drie vinnen op de achterzijde en twee voetbanden. Deze boards lopen relatief hoog aan de wind door de relatief grote vinnen in vergelijking met de twintips. Zijn meestal niet geschikt om hard mee te landen omdat ze een lichte bouwwijze hebben. De maten liggen tussen de 5 en 6 feet (ca. 150-180 cm). Het maatsysteem gaat zoals de surfboards in foot en inch. Je kan een kleinere maat kite nemen dan met een twintip. Dit is het standaardboard dat het meest gebruikt wordt.

### Mutant
Deze boards hebben, net zoals een surfboard of windsurfboard, een voorkant en een achterkant die niet gelijk zijn aan elkaar. Aan de achterkant zitten 2 tot 4 grotere vinnen van 7 tot 14 cm. Mutants hebben aan de voorzijde ook nog kleine vinnen om zo makkelijker fakie te kunnen surfen. De lengte ligt tussen de 120 cm en de 150 cm.
Bekende merken zijn: Kite-Wave Boarders, Airush, Cabrinha, Flexifoil, Liquid Force, Carved, F-One, Naish, Nobile, Duotone, Slingshot, Gaastra Kites en Bestkiteboarding.

## Stunts
De meeste stunts berusten op twee gelijkwaardige principes om met het board van het wateroppervlak te geraken.
- Bij een basisjump surft men met een constante snelheid loodrecht op de windrichting. Waarna men de kite de richting opstuurt waarvan men komt. Hierdoor ontstaat er spanning op de lijnen en wordt men in de lucht getrokken. Tijdens de zweefperiode stuurt men de kite recht naar boven, of weer terug in de oorspronkelijke vaarrichting, om rustig te kunnen landen.
- De tweede manier om te jumpen noemt men een pop-up. Hierbij gebruikt men de flexibiliteit van het board om te jumpen. Ook bij de pop-up vaart men met constante snelheid loodrecht op de wind. Men buigt door de knieën en stuurt het board tegen de windrichting in. Daardoor ontstaat er een korte zweefperiode waarin men stunts of trucs kan uithalen.

## Gevaren
In de afgelopen jaren zijn de veiligheidssystemen efficiënter geworden. Ook het weer kan zoals bij alle zeilers van invloed zijn op de veiligheid. Met aflandige wind is het gevaarlijk om te kiten in verband met afdrijfgevaar.
In de voorrangsregels geldt dat bij elkaar kruisende surfers, de surfer die het verst van de wind is zijn vlieger laag moet houden en diegene die het dichtst bij de wind zijn vlieger hoog moet houden, zodat de vliegers niet in elkaar verward raken. In het algemeen gelden de algemene watersportregels, wat betekent dat stuurboord wijkt voor bakboord.

## Kitesurfen in Nederland
Rond de bekende badplaatsen is het alleen toegestaan te kitesurfen op de aangewezen plekken. Kiten op het binnenwater is verboden in Nederland behalve op een aantal aangewezen plekken. Daarnaast wordt kiten op een aantal plekken gedoogd. Veel binnenmeren zijn te klein en te beschut om te kunnen kiten. De dijken rond het ingepolderde land hebben meestal een overgang van land naar water met scherpe stenen.

## Wereldkampioenen
| Year  | Mannen              | Vrouwen            |
| ----- | ------------------- | ------------------ |
| 2022  | Gianmaria Coccoluto | Mikaili Sol        |
| 2021* | Arthur Guillebert   | Mikaili Sol        |
| 2019  | Valentine Rodriguez | Mikaili Sol        |
| 2018  | Carlos Mario Bebe   | Mikaili Sol        |
| 2017  | Carlos Mario Bebe   | Bruna Kajiya       |
| 2016  | Carlos Mario Bebe   | Bruna Kajiya       |
| 2015  | Liam Whaley         | Gisela Pulido      |
| 2014  | Christophe Tack     | Karolina Winkowska |
| 2013  | Alex Pastor         | Gisela Pulido      |
| 2012  | Youri Zoon          | Karolina Winkowska |
| 2011  | Youri Zoon          | Gisela Pulido      |
| 2010  | Andy Yates          | Gisela Pulido      |
| 2009  | Kevin Langeree      | Bruna Kajiya       |
| 2008  | Aaron Hadlow        | Gisela Pulido      |
| 2007  | Aaron Hadlow        | Gisela Pulido      |
| 2006  | Aaron Hadlow        | Kristin Boese      |
| 2005  | Aaron Hadlow        | Kristin Boese      |
| 2004  | Aaron Hadlow        |                    |
| 2003  | Martin Vari         | Cindy Mosey        |
| 2002  |                     | Cindy Mosey        |
| 2001  | Martin Vari         |                    |

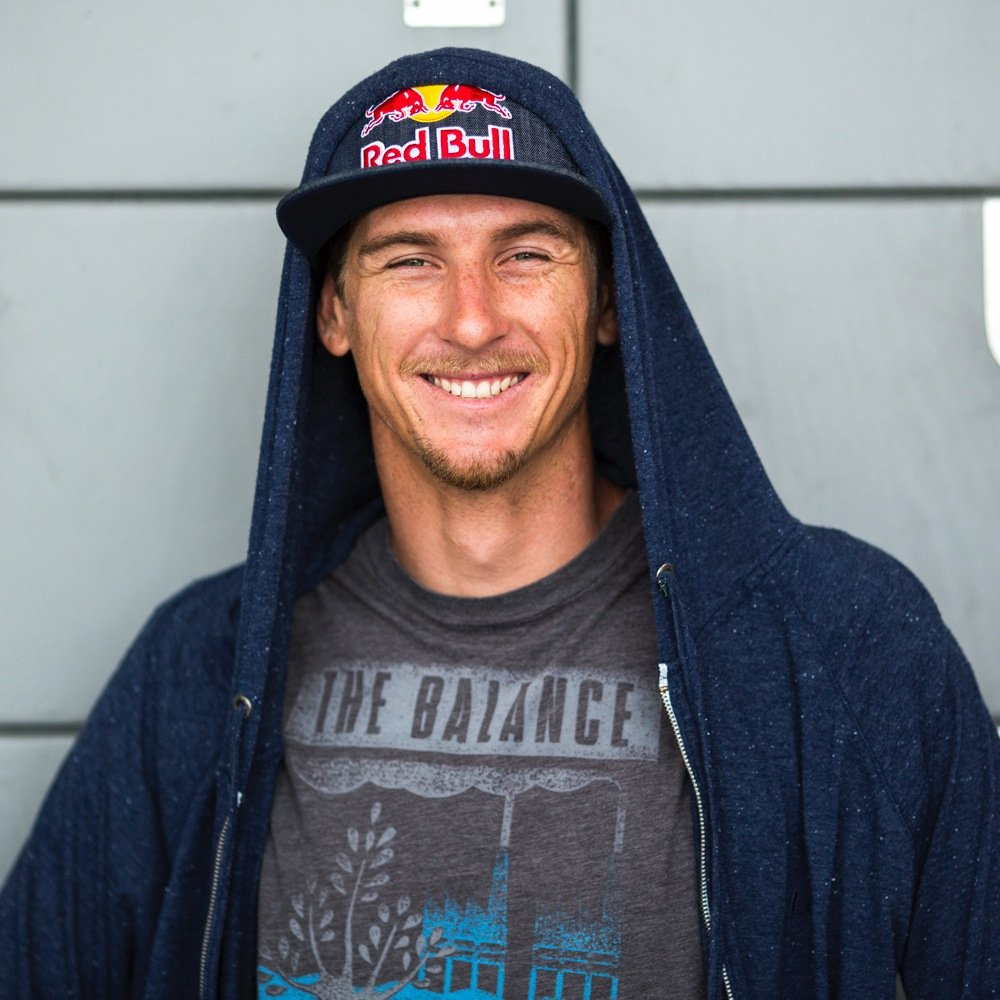
Aaron Hadlow domineerde Freestyle van 2004 tot 2008.

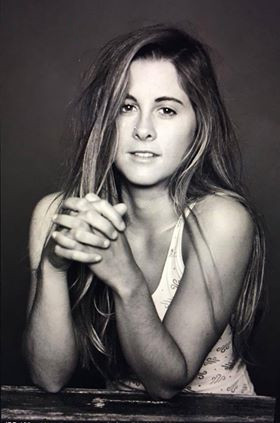
Gisela Pulido is tienvoudig Freestyle kampioen.

* In 2020 is er door het coronavirus geen wereldkampioenschap gehouden.